# Pico de las Nieves
Der Pico de las Nieves ist mit 1949 Metern über dem Meeresspiegel die zweithöchste Erhebung der spanischen Insel Gran Canaria. Der Gipfel befindet sich auf der Spitze eines erloschenen Vulkans im dünn besiedelten Inselinnern. Im Winter ist diese Erhebung manchmal schneebedeckt, was ihr zu ihrem Namen verholfen hat.
Traditionell wurde angenommen, dass der Pico de las Nieves der höchste Punkt der Insel Gran Canaria ist, dies ist jedoch der Morro de la Agujereada mit 1956 Metern, der neben dem Pico de las Nieves liegt.
Der Gipfel liegt zwischen den Gemeinden Tejeda, San Mateo und San Bartolomeo.